# Renato Carlos Martins Júnior
Renato Carlos Martins Júnior hay đơn giản Renatinho (sinh ngày 14 tháng 5 năm 1987 ở São Vicente), là một tiền đạo bóng đá Brasil thi đấu cho KF Skënderbeu Korçë ở Giải bóng đá vô địch quốc gia Albania.
Anh được liên kết với Sporting trong kỳ chuyển nhượng mùa hè 2008.   Tuy nhiên, anh gia nhập câu lạc bộ Nhật Bản Kawasaki Frontale vào tháng 8 năm 2008.

## Thống kê câu lạc bộ
| Thành tích câu lạc bộ | Thành tích câu lạc bộ | Thành tích câu lạc bộ              | Giải vô địch | Giải vô địch | Cúp                   | Cúp                   | Cúp Liên đoàn | Cúp Liên đoàn | Châu lục | Châu lục  | Tổng cộng | Tổng cộng |
| Mùa giải              | Câu lạc bộ            | Giải vô địch                       | Số trận      | Bàn thắng    | Số trận               | Bàn thắng             | Số trận       | Bàn thắng     | Số trận  | Bàn thắng | Số trận   | Bàn thắng |
| Nhật Bản              | Nhật Bản              | Nhật Bản                           | Giải vô địch | Giải vô địch | Cúp Hoàng đế Nhật Bản | Cúp Hoàng đế Nhật Bản | J.League Cup  | J.League Cup  | Châu Á   | Châu Á    | Tổng cộng | Tổng cộng |
| --------------------- | --------------------- | ---------------------------------- | ------------ | ------------ | --------------------- | --------------------- | ------------- | ------------- | -------- | --------- | --------- | --------- |
| 2008                  | Kawasaki Frontale     | J1 League                          | 12           | 5            | 2                     | 1                     | 0             | 0             | –        | –         | 14        | 6         |
| 2009                  | Kawasaki Frontale     | J1 League                          | 29           | 9            | 4                     | 2                     | 5             | 1             | 9        | 5         | 47        | 17        |
| 2010                  | Kawasaki Frontale     | J1 League                          | 15           | 7            | 0                     | 0                     | 0             | 0             | 6        | 2         | 21        | 9         |
| Trung Quốc            | Trung Quốc            | Trung Quốc                         | Giải vô địch | Giải vô địch | Cúp FA                | Cúp FA                | Cúp Liên đoàn | Cúp Liên đoàn | Châu Á   | Châu Á    | Tổng cộng | Tổng cộng |
| 2012                  | Hangzhou Greentown    | Giải bóng đá ngoại hạng Trung Quốc | 25           | 8            | 1                     | 0                     | –             | –             | –        | –         | 26        | 8         |
| Quốc gia              | Nhật Bản              | Nhật Bản                           | 56           | 21           | 6                     | 3                     | 5             | 1             | 15       | 7         | 82        | 32        |
| Quốc gia              | Trung Quốc            | Trung Quốc                         | 25           | 8            | 1                     | 0                     | 0             | 0             | 0        | 0         | 26        | 8         |
| Tổng                  | Tổng                  | Tổng                               | 78           | 29           | 6                     | 3                     | 5             | 1             | 15       | 7         | 108       | 40        |

## Danh hiệu
- São Paulo State League Sub-17: 2004
- São Paulo State League: 2006 & 2007